# Episodi de Le inchieste di Padre Dowling (terza stagione)
La terza e ultima stagione della serie televisiva Le inchieste di Padre Dowling è stata trasmessa per la prima volta negli Stati Uniti dalla ABC tra il 20 settembre 1990 e il 2 maggio 1991.
| nº | Titolo originale                        | Titolo italiano           | Prima TV USA      | Prima TV Italia |
| -- | --------------------------------------- | ------------------------- | ----------------- | --------------- |
| 1  | The Royal Mystery                       | Intrigo diplomatico       | 20 settembre 1990 |                 |
| 2  | The Medical Mystery                     | Colpo perfetto            | 27 settembre 1990 |                 |
| 3  | The Devil and the Deep Blue Sea Mystery | Patto col diavolo         | 4 ottobre 1990    |                 |
| 4  | The Showgirl Mystery                    | Ricetta segreta           | 18 ottobre 1990   |                 |
| 5  | The Movie Mystery                       | Un volto tra la folla     | 25 ottobre 1990   |                 |
| 6  | The Undercover Nun Mystery              | Un fratello furbo         | 1º novembre 1990  |                 |
| 7  | The Murder Mystery Weekend Mystery      | Weekend col morto         | 8 novembre 1990   |                 |
| 8  | The Reasonable Doubt Mystery            | Un ragionevole dubbio     | 15 novembre 1990  |                 |
| 9  | The Vanishing Victim Mystery            | Una strana clinica        | 29 novembre 1990  |                 |
| 10 | The Christmas Mystery                   | Un Natale indimenticabile | 13 dicembre 1990  |                 |
| 11 | The Fugitive Priest Mystery             | Le termiti                | 3 gennaio 1991    |                 |
| 12 | The Substitute Sister Mystery           | La falsa suora            | 3 gennaio 1991    |                 |
| 13 | The Missing Witness Mystery             | Il testimone scomparso    | 10 gennaio 1991   |                 |
| 14 | The Prodigal Son Mystery                | Un tuffo nel passato      | 31 gennaio 1991   |                 |
| 15 | The Moving Target Mystery               | Bersaglio mobile          | 7 febbraio 1991   |                 |
| 16 | The Priest Killer Mystery               | Delitti a Saint-Michael   | 14 febbraio 1991  |                 |
| 17 | The Mummy's Curse Mystery               | Il segreto del faraone    | 21 febbraio 1991  |                 |
| 18 | The Monkey Business Mystery             | Assassinio allo zoo       | 8 marzo 1991      |                 |
| 19 | The Hard-boiled Mystery                 | Il mistero del giallo     | 28 marzo 1991     |                 |
| 20 | The Malibu Mystery                      | Il padre di Jennifer      | 4 aprile 1991     |                 |
| 21 | The Consulting Detective Mystery        | Il segreto del candelabro | 25 aprile 1991    |                 |
| 22 | The Joyful Noise Mystery                | Libertà su cauzione       | 2 maggio 1991     |                 |